# Týden
Týden je kalendářní, cyklicky se opakující časové období sedmi po sobě následujících dnů, existují ale i týdny s jiným počtem dnů. Sedmidenní týden se objevuje v různých kalendářích od starověku, v gregoriánském kalendáři byly dny v týdnu původně řazeny v pořadí neděle, pondělí, úterý, středa, čtvrtek, pátek, sobota. Tento kalendář se celosvětově rozšířil jako občanský kalendář a v řadě zemí světa se vžilo řazení dnů v týdnu od pondělí, kterým začíná pět pracovních dní následovaných víkendem.
Týdenní cyklus běží nezávisle na měsících a rocích, které tak začínají různými dny v týdnu, protože jejich délka není sladěna s délkou týdne (počet dní v roce a měsíci není až na únor v nepřestupném roce dělitelný sedmi). V gregoriánském kalendáři má měsíc 28–31 dní, trvá proto 4 týdny a 0–3 dny, a rok má 365–366 dní, což odpovídá délce 52 týdnů a 1–2 dnů.
Pořadí týdne v roce se označuje čísly 1–52 (případně 53). Ve světě existují různé způsoby počítání podle toho, jakým dnem týden začíná a jak se započítá první neúplný týden, pokud se začátek roku nekryje se začátkem týdne. Ve většině zemí Evropy se dle normy ISO 8601 jako 1. týden počítá první týden obsahující čtvrtek, tedy "první týden se 4 dny". Pokud má první neúplný týden jen tři dny (Nový rok, sobota a neděle) nebo méně, počítá se jako první až následující týden. Číslo platí vždy pro celý týden, tedy i pro část týdne, přesahující do předchozího či následujícího roku.

## Název
Slovo „týden“ vzniklo z označení tý(ž) den (dříve proto skloňované i téhodne, témudni…), které označovalo stejný den za/před 7 dny. Pojem týdne přišel ke Slovanům s křesťanstvím a slovo samotné má původ na Velké Moravě, odkud se rozšířilo do jednotlivých, zejména západoslovanských jazyků.
V pozdní latině týden označuje slovo septimana, ze kterého se odvozují názvy v románských jazycích a které je odvozeno od počtu dnů v týdnu (septem sedm). Starší hebdomas bylo převzato z řečtiny, kde bylo utvořeno stejným způsobem (od hepta, resp. hembdomos). Tyto výrazy se objevují v některých cizích slovech, např. v klášterním prostředí v názvu týdenní funkce hebdomadáře neboli septimanáře.
Germánské názvy (anglicky week, německy Woche) jsou odvozeny od slova, které původně znamenalo "změna", a je příbuzné např. s německým wechseln.

## Historie
Týden o 7 dnech začal být užíván v Babylóně již 600 let př. n. l., ve 4. století byl přijat římskou říší.

### Týden jako indikátor tržního dne
I když je v nynější moderní společnosti běžný sedmidenní týden, antropologové zjistili, že v mnoha prehistorických společnostech lze nalézt týdny různé délky, a to od tří do deseti dnů. Zpozorovali také, že název pro týden je v mnoha případech shodný s pojmenováním „tržního dne“, takže koncept týdne zřejmě vychází ze zemědělských nebo předzemědělských společností, ve kterých existovala tržiště či tržní dny.
V oblastech s rozptýleným osídlením, kde se neobchodovalo každý den, bylo nutné, aby se zemědělci a spotřebitelé dohodli, ve který den se budou setkávat. Zvláště pokud cesta na trh trvala několik hodin nebo dní. Týden jako fixovaný počet dnů umožnil přesně určit tržní dny, na rozdíl od určování podle lunárního kalendáře nebo podle rotace nebeské sféry. Lidé tak raději používali týden založený na prostém počítání dní, než na vzájemném pohybu Měsíce a hvězd. Týden tedy nebyl „nebeský“, ale každému dni v týdnu bylo přiřazeno Slunce, Měsíc a tehdy pět známých planet, tedy Merkur, Venuše, Mars, Jupiter a Saturn.

### Původ sedmidenního týdne

Týdenní heptagram použitý pro planety dnů týdne.

Pro vysvětlení zavedení sedmidenního týdne v různých částech světa se nabízí hypotéza, že čtyři týdny (28 dní) hrubě odpovídají čtyřem měsíčním fázím, které se střídají s periodou synodického měsíce (přibližně 29,5 dne). Pro tuto hypotézu však chybějí důkazy a sedmidenní týden pravděpodobně vznikal uměle, bez vazby na cyklus měsíce či roku.
Sedmidenní týden mohl být ustanoven na Západě a Východě různými cestami.

#### Hindský, babylonský a židovský sedmidenní týden
- Starověcí Babyloňané dodržovali sedmidenní týden, vycházející z astronomického pozorování a představ. Dny a božstva byly založeny na sedmi světelných tělesech neboli „světlech“, viditelných pouhým okem (Slunce, Měsíc a pět viditelných planet). Zoroastrismus používal kombinovaně sedmi- a osmi- denní týdny a dělil tak 30 dní měsíce na 4 „týdny“. Vzhledem k časové posloupnosti je pravděpodobné, že hindský i hebrejsko-křesťansko-muslimský týden rovněž navazují na právě tento babylonský, ačkoliv zdůvodnění mohou mít vlastní.
- Hebrejský (a později křesťanský a muslimský) sedmidenní týden odpovídá biblickému příběhu o stvoření, ve kterém Bůh vytvořil svět během šesti dnů a poté sedmý den odpočíval. Ovšem babylonské zajetí přišlo v době, kdy zemřel Jóšijáš, který teprve prosadil s reformami monoteismus. Teorie vzniku Tóry a Bible z jednoho zdroje není vědecky přijímána a považuje se spíše, že jde o kompilaci textů, které vznikly i později, takže se sedm dnů mohlo dostat do textu babylónským vlivem. Tento vliv se projevuje například v názvu šabat, významný den týdne, který je odvozen od babylónské oslavy úplňku Měsíce (Shabbât).
- Hindská civilizace má sedmidenní pracovní týden, zmíněný v Rámájaně, posvátném eposu, psaném sanskrtem okolo roku 400 př. n. l., kde Bhanu-vaar znamená neděli, Soma-vaar pak měsíční den atd.

#### Východoasijský sedmidenní týden
Ve starověké Asii se používal týden o 5 či 10 dnech. Používání čínského sedmidenního týdne a rovněž korejského, japonského, tibetského a vietnamského lze zaznamenat od středověku, kdy se babylonský pojem sedmi „světel“ rozšířil do Číny. Dny byly přiděleny každému ze sedmi světel, ale týden neovlivňoval společenský život nebo úřední kalendář. Byl většinou používán pro astrologické účely a byl citovaný v několika buddhistických textech do té doby, než ho Jezuité v 16. století znovu zavedli. Japonci v 19. století převzali sedmidenní západní týden spolu s vlastním astrologickým týdnem se jmény pro dny týdne, která odpovídají anglickým názvům a vychází tedy z názvů bohů germánské mytologie . Pokud by se tak nestalo, zachovaly by se babylonské názvy. Japonské názvy odkazují na čínský Měsíc, Slunce a pět planet.

### Pozdější vývoj sedmidenního týdne
Starověcí Egypťané používali týden o 10 dnech (dekan) a dělili tak měsíc s třiceti dny na 3 týdny. Starověcí Řekové ale přejali týden od Babyloňanů (Eudoxos z Knidu). Různé skupiny obyvatel Římského impéria, pokud dlouhodobě pobývaly ve východní části říše,postupně přebíraly sedmidenní týden. V občanském životě byla v Římě (už od Etrusků) totiž obvyklá osmidenní období, která vznikla z každodenní praxe. Každý osmý den přicházeli totiž rolníci z okolí Říma do města na trh a vyřídit si své záležitosti. Tento osmý den se nazýval nundinae a dny celého osmidenního týdne se označovaly písmeny A až H. V tomto má svůj původ i oktáva.
Roku 321 n. l. římský císař Konstantin reguloval používání týdne kvůli problému používání různých dnů pro náboženské slavnosti a zavedl neděli jako den náboženského svátku a odpočinku pro všechny, nejen pro křesťany a jiné skupiny, které již neděli slavily.
Současně převzali sedmidenní týden i křesťané. Jak se společenství raných křesťanů rozvíjelo, začalo se odlišovat od původní židovské společnosti např. i v tom, že hlavní svátek připadl na neděli, zatímco židovský hlavní svátek je v sobotu. Středověké křesťanské tradice spojené se šťastnou nebo nešťastnou povahou určitých dnů v týdnu přežily do moderní doby. Týká se to především pátku spojeného s ukřižováním Ježíše. Neděle, někdy personifikovaná jako svatá Anastázie, byla sama o sobě předmětem uctívání v Rusku, což je praxe odsuzovaná v kázáních dochovaných v opisech sahající až do 14. století.
Židé ve 4. století si uchovali jako tradiční svátek sobotu a pokračovali v jejím uctívání dále. Později po vzestupu islámu se stal svátečním dnem pro toto náboženství pátek.
Sedmidenní týden se brzy stal zvykem pro křesťany, židy i muslimy. Následující evropská kolonizace a z toho vyplývající rozvoj globálního obchodu zavedl sedmidenní týden jako univerzální časový úsek i v kulturách, kde se do té doby nepraktikoval. Dvoudenní víkendové volno utvrdilo pondělní začátek týdne. Část normy ISO 8601, týkající se datování týdne, definuje také pondělí jako první den týdne.
V tomto mezinárodním standardu je „prvním týdnem roku“ takový týden, který zahrnuje první čtvrtek roku. Takto je zajištěno, že první týden v roce nezačíná tzv. dlouhým víkendem (od pátku do neděle), což je v mnoha zemích způsobeno tím, že Nový rok je svátkem.

## Týdny a kalendářní rok

### Počet týdnů
Délka týdne neodpovídá délce žádného jiného kalendářního období ani astronomického cyklu. Nejblíže má ke čtvrtině měsíční fáze, ale synodický měsíc má cca 29,5 dne oproti pouhým 28 dnům 4 týdnů.
- 1 běžný rok = 52 týdnů + 1 den
- 1 přestupný rok = 52 týdnů + 2 dny
- 1 průměrný rok = 52,1775 týdnů (přesně)
- 1 kalendářní měsíc = 4 týdny + (0 až 3) dny

V gregoriánském kalendáři má průměrný rok přesně 365,2425 dnů, tj. přesně 52,1775 týdnů.
Ve starším juliánském kalendáři má průměrný rok 365,25 dny, tedy zaokrouhleně 52,1786 týdne (délka roku dělená sedmi nepředstavuje konečnou desetinnou hodnotou).

### Sedmidenní cyklus týdnů
Týdny tvoří sedmidenní neustále se opakující kalendářní cyklus, který běží nezávisle na dalších cyklech jako jsou měsíce a roky. Dny týdne se opakují stále bez přerušení od dob starého judaismu, takže ve všech kulturách, které používají tento sedmidenní týden, je vždy stejný den v týdnu. Tak například i při gregoriánské reformě kalendáře, kdy bylo v kalendáře vynecháno 10 dní, byla zachována týdenní posloupnost a po čtvrtku 4. října 1582 následoval pátek 15. října 1582.
Ve starším juliánském kalendáři, ve kterém je pravidelně každý čtvrtý rok přestupný, odpovídá 28 let přesně 1461 týdnům a tak každých 28 let připadají na stejná data roku stejné dny v týdnu. Na základě pořadí roku v 28letém slunečním kruhu byla jednotlivým rokům přiřazována tzv. nedělní písmena. Při gregoriánské reformě kalendáře (1582) byly pro zpřesnění délky průměrného roku vynechány 3 přestupné roky během každých 400 let. Tak se cyklus přestupných let prodloužil z 28 na 400 let, které odpovídají přesně 20 871 týdnům. V gregoriánském kalendáři se tak po 400 letech opakují stejné dny v týdnu ke stejnému datu, např. 10. dubna 1605 byla neděle podobně jako 10. dubna 2005.

### Číslování týdnů
Každému týdnu gregoriánského kalendářního roku lze přiřadit číslo, určující jeho pořadí v daném roce. Tak např. 1. březen 2025 náleží dle normy ISO 8601 do 9. týdne. Číslování týdnů se často používá např. v obchodě, a to zejména v evropských a asijských zemích – v některých jiných částech světa je jeho používání naopak vzácné. Koná-li se nějaká událost (např. výuka nebo setkání) jednou za dva týdny, bývá datum jejího konání často určeno dnem týdne a paritou čísla týdne – hovoří se o lichých nebo sudých týdnech.
Podle normy ISO 8601 je prvním týdnem roku takový týden, který obsahuje čtvrtek. Pokud neúplný týden na začátku roku neobsahuje čtvrtek, tedy nový rok začíná pátkem, sobotou či nedělí, náleží tento týden větší částí do předchozího roku a jako první týden se označuje až týden následující. První týden roku tedy může začínat následovně:
1. Pondělí je 29.–31. prosince – menší část (3–1 den) prvního týdne náleží do prosince
2. Pondělí je 1. ledna – začátek roku se kryje se začátkem týdne
3. Pondělí je 2.–4. ledna – do začátku roku přesahuje menší část (1–3 dny) posledního (52./53.) týdne předchozího roku

Tak například v roce 2016 připadal první čtvrtek na 7. ledna, proto 1. týden roku 2016 (dle normy zapisovaný 2016W01) byl týden od pondělí 4. do neděle 10. ledna 2016. První tři dny roku 2016 (pátek 1. až neděle 3. ledna 2016) patřily ještě do 53. týdne roku 2015.
Poslední týden v roce mívá číslo 52, pouze pokud rok začíná čtvrtkem – nebo v případě přestupného roku i středou –  má poslední týden číslo 53.
| Den 1. ledna | 1. týden              | 52. týden             | 53. týden             | 52. týden přestupný rok | 53. týden přestupný rok |
| ------------ | --------------------- | --------------------- | --------------------- | ----------------------- | ----------------------- |
| Pondělí      | 1.–7. ledna           | 24.–30. prosince      | –                     | 23.–29. prosince        | –                       |
| Úterý        | 31. prosince–6. ledna | 23.–29. prosince      | –                     | 22.–28. prosince        | –                       |
| Středa       | 30. prosince–5. ledna | 22.–28. prosince      | –                     | 21.–27. prosince        | 28. prosince–3. ledna   |
| Čtvrtek      | 29. prosince–4. ledna | 21.–27. prosince      | 28. prosince–3. ledna | 20.–26. prosince        | 27. prosince–2. ledna   |
| Pátek        | 4.–10. ledna          | 27. prosince–2. ledna | –                     | 26. prosince–1. ledna   | –                       |
| Sobota       | 3.–9. ledna           | 26. prosince–1. ledna | –                     | 25.–31. prosince        | –                       |
| Neděle       | 2.–8. ledna           | 25.–31. prosince      | –                     | 24.–30. prosince        | –                       |

Systém číslování týdnů používaný v některých zemích se může odchylovat od normy ISO. Následující tabulka popisuje některé z používaných možností:
| První den týdne | První týden roku obsahuje | První týden roku obsahuje | První týden roku obsahuje | Poslední týden je zároveň prvním | Oblast používání                                                |
| --------------- | ------------------------- | ------------------------- | ------------------------- | -------------------------------- | --------------------------------------------------------------- |
| pondělí         | 1. leden                  | první neděle              | 1–7 dní roku              | ano                              | Spojené království                                              |
| středa          | 1. leden                  | první čtvrtek             | 1–7 dní roku              | ano                              | [zdroj⁠?!]                                                       |
| sobota          | 1. leden                  | první pátek               | 1–7 dní roku              | ano                              |                                                                 |
| neděle          | 1. leden                  | první sobota              | 1–7 dní roku              | ano                              | Spojené státy americké                                          |
| pondělí         | 4. leden                  | první čtvrtek             | 4–7 dní roku              | ne                               | většina Evropy ISO 8601 (1988) – evropská norma EN 28601 (1992) |
| pondělí         | 7. leden                  | první pondělí             | 7 dní roku                | ne                               |                                                                 |

## Dělení týdne

### Dny v týdnu
Pojmenování jednotlivých dnů v týdnu je ve většině evropských jazyků odvozeno z mytologie daných národů. Čeština, stejně jako jiné slovanské jazyky, vytváří jména dní převážně z řadových číslovek nebo vymezením pozice jednotlivých dní vzhledem k jiným dnům.
V češtině jsou názvy dnů v týdnu následující:
- pondělí
- úterý
- středa
- čtvrtek
- pátek
- sobota
- neděle

### První a poslední den týdne
Týden začínající pondělím předepisují mezinárodní i evropské normy, ale ISO 8601 nebyla běžně přijata nebo implementována po celém světě, takže se v praxi v různých státech používá i týden začínající nedělí (např. USA nebo Japonsko) nebo sobotou (Blízký východ).
Pořadí vychází z uspořádání týdne začínajícího všedními dny a končící svátečním dnem. V původní hebrejské tradici, která je podložena mýtem o stvoření světa v biblické knize Genesis, začíná týden nedělí a končí v sobotu dnem odpočinku – šabatem. V křesťanské tradici se sváteční den posunul na neděli, kdy se připomíná klíčová novozákonní událost – zmrtvýchvstání Ježíše Krista, a prvním pracovním dnem je tak pondělí. Podobně v muslimském tradici je svátečním dnem pátek a pracovní týden začíná sobotou.

### Víkend a dny volna
Víkend (z anglického week end, konec týdne) vznikl zrušením pracovní soboty a tím rozšíření volna na sobotu a neděli. Pětidenní pracovní týden se postupně prosazoval během 20. století.
Víkend o jiných dnech se uplatňuje v zemích s jiným pořadím dnů vlivem náboženské tradice (viz výše). Pátek a sobota jsou dny odpočinku v některých muslimských zemích a Izraeli. V některých zemích, jako je Írán, je víkendem pouze jediný den (pátek) a týden začíná sobotou. Jiné muslimské země mají víkend ve čtvrtek a pátek.

### Délka týdne
- 1 týden = 7 dní
- 1 týden = 168 hodin = 10 080  minut = 604  800 sekund (s výjimkou přechodu na letní čas a zpět a přestupných sekund)

## Alternativní systémy

### Kalendáře s pevnými týdny v roce
Některé originální kalendáře byly navrženy tak, aby týdny a roky byly synchronizovány přidáváním skokových, přestupných týdnů nebo dní do kalendáře. Výhodou takovýchto kalendářů je to, že dané datum připadá každým rokem na stejný den v týdnu.
- Například navrhovaný světový kalendář má 52 týdnů a každoročně jeden nebo dva dodatečné dny,
- zatímco francouzský revoluční kalendář z 18. století měl 36 týdnů (dekád) po 10 dnech a pět nebo šest zvláštních dnů.

Případně, namísto přidávání dalších dnů mimo týden, je možné přidat celý týden do kalendáře, jehož roky mají kolísavou délku. Tak např.
- bývalý islandský kalendář měl roky o 52 nebo 53 týdnech.
- Nejranější severský kalendář, z počátku vikinských dob, měl pětidenní týdny, nazývané fimmty, uspořádaný do 12 měsíců po šesti fimmtech, s pěti obřadními dny nepříslušejícími žádnému měsíci.
- Hermetický lunární týdenní kalendář používá týden v délce čtvrtiny lunace a má 6, 7, 8 nebo 9 dnů (průměrně 7.382647 dnů).
- Návrh ISO týdenního kalendáře nepoužívá měsíce, ale jenom týdny a označení dne v týdnu (např. poslední den v roku: 7.52.W2019.). Viz Kalendář→Novodobé reformy kalendáře.
- Další návrhy kalendářů s přestupným týdnem: Hankeho a Henryho permanentní kalendář, Symetrie 454 a Symetrie 010.

### Systémy s jinou délkou týdne
Systém sedmidenních týdnů se dnes používá ve většině kultur, které počítají s deseti číslicemi. V dřívějších kulturách ale byly pozorovány i týdny jiné délky. Týden je přitom chápán jako jeden z prvních pracovních rytmů lidského společenství, který nebyl orientován podle přírody.
- Tak jsou ve starých kulturách pozorovány dílčí rytmy, složené ze dvou dnů práce a jednoho dne odpočinku.
- V římské říši se do císařských dob nepoužíval žádný týden, ale kalendy, nony, idy a terminalie. Roku 321 n. l. byly vystřídány křesťanským týdnem s nedělí, jako oficiálním dnem odpočinku.
- Pětidenní a třináctidenní týden měli Aztékové. Aztécký kalendář se řídil slunečním rokem a nazýval se xihuitl (u Mayů haab). Obsahoval 18 měsíců po 20 dnech a 5 zvláštních dnů, které byly považovány za nešťastné. Každý měsíc měl 4 týdny po 5 dnech. Poslední den v týdnu byl dnem veřejného trhu (tianquiztli) a současně svátečním dnem a dnem odpočinku. Týdny tak obsahovaly dohromady za rok 288 pracovních dnů a 72 tianquiztli. V pěti nešťastných dnech se nesmělo pracovat. To dalo celkem 365 dní. Díky tomu je ale sluneční rok přibližně o 6 hodin delší, čímž se posunuje kalendář vůči skutečnému slunečnímu roku. Někteří badatelé se domnívají, že Aztékové tento deficit vyrovnávali, ale o systému, jakým to bylo prováděno, existují pouze různé hypotézy.

Existuje ještě druhý, svatý kalendář o 260 dnech, nazývaný tonalpohualli, který byl používán ke věštění. Měl délku 260 dnů a byl rozdělen na 20 týdnů po 13 dnech. Každý den byl zasvěcen jednomu bohu nebo bohyni. Osud člověka závisel na tom, zda se dni jeho narození připisovaly dobré nebo špatné vlastnosti. Tak např. den „Sedm dešťů“ byl dnem výhodným, zatímco den „Dva králíci“ oproti tomu dnem špatným.
- Také u francouzského revolučního kalendáře se nachází desetidenní týden. Jeden měsíc tak obsahoval tři tyto týdny. Každý měsíc tak měl třicet dnů. Na konci roku bylo přidáno 5 zvláštních dnů. Po 13 letech Napoleon tento kalendář opět zrušil.
- Sovětský revoluční říjnový kalendář měl od roku 1929 do roku 1940 pětidenní týden (čtyři pracovní dny a jeden volný) s šestitýdenními měsíci. Tento systém umožňoval nepřetržitý provoz podniků.
- Na Bali je ještě v roce 2018 používáno současně několik různých hinduistických týdenních systému pro rituální účely (Pakuwon). Z kombinace těchto týdnů pak můžeme dostat 55 různých dnů ((= 1+2+3+4+5+6+7+8+9+10). V praxi je ze všeho nejdůležitější tato kombinace :

Triwara = Třídenní týden
Pancawara = Pětidenní týden
Saptawara = Sedmidenní týden
Třídenní týden (Triwara) je na Bali obvyklým cyklem tržních dnů: každým třetím dnem se koná ve vesnicích trh.

## Liturgický týden
V křesťanské liturgii je týden hlavně dominantní speciálním postavením neděle.
Týden byl pokládán mezi Židy za posvátný pojem vzhledem k zákonu ohledně odpočinku o sabatu a jeho asociací s první kapitolou knihy Genesis. Raní křesťané převzali jeho používání zprvu v židovské podobě s číslovanými dny beze jmen, včetně sabatu. Neděle, „první den týdne“ (Skutky 20:7, 1. Korintským 16:2, Zjevení 1:10), brzy nahradila sabat jako den náboženského svátku, ale samotný týden zůstal samostatný. Je také vhodné si připomenout, že prvá dvě století oslavy velkých křesťanských mystérií tvořily týdenní a ne celoroční cyklus. Neděle, podle epištoly Barnabáše (xv), byla „začátek jiného světa“, a pisatel dále prohlašuje: „Pročež také my držíme osmý den pro slávu, že Ježíš vstal z mrtvých a prokazatelně vstoupil na nebesa“. Dále Didaché (viii) stanoví: „Neslavte svůj svátek s pokrytci; oni slaví druhý [Pondělí] a pátý [Čtvrtek] den v týdnu, ale vy slavte čtvrtý den [Středa] a den přípravy [Pátek]“, zatímco v c.xiv jsme seznámeni „A v den Páně se shromažďujte, lámejte chléb a vzdávejte dík“. Úplně jasně to vyplývá z řeči Tertulliana, apoštolské konstituce a dalších raných spisovatelů, že neděle každého týdne byla považována za připomínku vzkříšení Krista, středa a pátek pak za dny zrady a ukřižování Krista.
Ačkoliv tato jednoduchá prvotní koncepce zaplňovala místa v čase, jak byly jednotlivé svátky vkládány a násobeny, v každoročním kalendáři, týden si vždy udržoval svůj význam; je to možné zvláště poznat u bohoslužeb v týdenním dělení žaltáře. Amalarius pro nás zachoval podrobnosti o uspořádání přijatém v královské kapli v Cáchách roku 802, při kterém byl týdně přednesen celý žaltář. Ve svých širších rysech dělení byl shodný s teoretickým vyhlášeným římským breviářem do té doby, než byla 1. listopadu 1911 vydána publikace apoštolské konstituce „Divine afflatu“. Navíc se objevuje v Amalariovi, že karolínské uspořádání bylo v podstatě stejné jako to již přijaté římskou církví. Již v 6. století sv. Benedikt stanovil jasný princip, že celý žaltář by měl být přednesen nejméně jednou v týdnu; přesto je podobné uspořádání přisuzováno papeži sv. Damasusovi.
Požehnání zvláštních dnů týdne zvláštními subjekty zbožnosti je také oficiálně uznaná speciální mše požehnané Panny Marie v sobotu, v pátek pašijové bohoslužby během půstu a uspořádání děkovných mší pro speciální dny týdne schválené papežem Lvem XIII. Po dlouhou dobu v raném středověku byl na západě čtvrtek pokládán za druh menšího svátku nebo neděli, pravděpodobně proto, že to byl den týdne, kdy se týden přesunul do své druhé poloviny (srovnej Bede, "Hist. Eccl.", IV, 25). Znovu breviář odsouhlasený po koncilu v Tridentu povolil jistý bohoslužebný přírůstek ke mši, např. zádušní mši, graduální žalmy apod., přednášené jednou v týdnu, zvláště v adventní a postní pondělí.